# Antonio Martínez
Antonio Luis Martínez, detto Pocholo (Manila, 20 giugno 1926 – Pasig, 26 dicembre 2016), è stato un cestista filippino.

## Carriera
Con le Filippine ha preso parte alle Olimpiadi del 1948 a Londra e a quelle del 1952 a Helsinki, disputando complessivamente 15 partite.